# William K. Estes
William Kaye Estes (* 17. Juni 1919 in Minneapolis; † 17. August 2011 in Bloomington (Indiana)) war ein US-amerikanischer Psychologe.
Estes studierte Psychologie an der University of Minnesota (Bachelor-Abschluss 1940) bei Richard M. Elliott und wurde dort 1943 bei B. F. Skinner promoviert (An experimental study of punishment). Er lehrte an der Indiana University,  der Stanford University, der Rockefeller University in New York und der Harvard University. Nach seiner Emeritierung ging er wieder an die Indiana University und wohnte in Bloomington.
Er ist für seine  Stimulus Sampling Theory (SST) von 1950 bekannt, ein mathematisches (statistisches) Modell für das Lernen von Antworten auf Stimuli. Die Stimuli bestehen aus mehreren verschiedenen Eigenschaften und in einem Versuch wird der Theorie nach vom Lernenden zufällig eine dieser Eigenschaften ausgewählt und mit der Reaktion verknüpft. Damit konnte er die Variation des Lernverhaltens von Individuen verschiedener Tierarten bei Lerntests beschreiben.
1941 führte er mit B. F. Skinner Experimente an Ratten aus, die den Begriff des Conditional Emotional Response (CER) etablierten. Dabei wird Ratten beigebracht, einen neutralen Stimulus wie einen Ton mit einem negativen Stimulus zu assoziieren, nachdem der Ton zeitweise mit elektrischen Schocks begleitet war. Die Ratten hatten zuvor gelernt, Futter nach Betätigen eines Hebels zu erhalten. Erhielten sie dabei gleichzeitig einen Schock, wurde das Betätigen des Hebels unterdrückt, und wurde der elektrische Schock mit einem Ton gepaart, stellte sich der Angstzustand, der das Betätigen des Hebels unterdrückte, später bereits beim Hören des Tons ein.
1963 wurde Estes in die National Academy of Sciences, 1982 in die American Academy of Arts and Sciences gewählt. 1997 erhielt er die National Medal of Science für seine grundlegenden Theorien des Lernens, des Gedächtnisses und zu Entscheidungen (Laudatio).
1977 bis 1982 war er Herausgeber von Psychological Review. Er war 1964 Gründungsherausgeber des Journal of Mathematical Psychology.